# وادي طاجنو
وادي طاجنو هو نهر في قلورية في إيطاليا.